# Stefaan van Biesen
Stefaan van Biesen (Beveren, 2 december 1953) is een multidisciplinaire kunstenaar die leeft en werkt in Melsele. 

## Situering
Stefaan van Biesen is een van de oprichters van de ARt/NaturSci Movement van de internationale ArtScience Exhibits gemeenschap Berlijn (Humboldt Universiteit) en is lid en medeoprichter van "the Milena principle", een internationaal onafhankelijk kunstplatform. Hij besteedt een belangrijk deel van zijn artistieke activiteit aan uitwisselingen en samenwerkingen met andere kunstenaars en experts uit verschillende disciplines. Hij verwijst vaak naar het concept van "het lichaam als eenheidsmaat": het gebruik van de zintuigen en het lichaam als instrumenten van kennis, ervaring en creativiteit: kunst als instrument van verbinding. Hij wil hiermee het nomadische aspect belichten van kunstenaars, geïnspireerd door de renaissance: reizen als een laboratorium waar denkbeelden, tekeningen, notities en andere artefacten ontstaan uit ontmoetingen met anderen.
Sinds 1990 bouwt hij aan een uitgebreid internationaal oeuvre van tekeningen, ontwerpen, installaties, fotografie, video, soundscapes en performances. In zijn werk is er een associatie ontstaan tussen denken, handelen en welzijn: "Hoe manifesteren onze gedachten zich via handelingen in onze omgeving en in hoeverre dragen ze bij aan ons welzijn?"

## Kunst en wetenschap
Het verband tussen natuurwetenschappen en kunst is een gegeven dat we meermaals terugvinden in het werk van Stefaan van Biesen. Het waarnemen van de natuur in al haar facetten en de tekening als artistiek medium voor het vastleggen van natuurkundige processen, zoals de vluchtroutes van bijen, resulteerde sinds de jaren 1990 in een oeuvre van werken die zich situeren in het hybride veld van wetenschap en poëzie. 
In 2019 nam hij, op vraag van de Amerikaanse curator Mary Patricia Warming (Art Science Exhibits, Berlijn) deel aan het  Equilibrium-project in het Palazzo Albrizzi-Capello tijdens de Biënnale van Venetië.

## Artistiek onderzoek
Wetenschappers beklemtonen hoe tekenen een positieve invloed heeft op een groot aantal vaardigheden en disciplines. Tekenen helpt ons om de wereld nauwkeuriger waar te nemen, feiten beter te onthouden en de wereld vanuit een nieuw perspectief te begrijpen. Al sinds vanouds is het beschrijven en categoriseren van levende wezens van cruciaal belang, zowel voor de wetenschapper als voor de kunstenaar. Voor van Biesen is tekenen een essentieel metier waar de tekening een artistiek commentaar is op projecten en natuurlijke fenomenen.

## Opleiding
- Sierkunsten, SISA Antwerpen (1971-1974)

- Schilderkunst & tekenen, SASK Sint-Niklaas (1975-1979), leraars André Roelant en Jacques Neve

## Mozaïek (Mijn naam is Vijd)
In 2020 realiseerde hij, op vraag van CC Ter Vesten en Erfgoed Beveren, een artistiek onderzoek naar de figuur van Joos Vijd (Land van Beveren, ca. 1360 - Gent, 1439), de opdrachtgever van het Lam Gods (1430-1432) van de gebroeders Van Eyck. Dit multidisciplinaire project had plaats in kasteel Cortewalle, de voormalige woonplaats van Joos Vijd. Het vormde een geheel van 87 tekeningen/notities, video, foto-installaties, soundscapes, teksten/verhalen en publicaties, waarbij de symboliek en thema’s in het Lam Gods in een hedendaagse context werden geplaatst. Onderzoekthema's werden getoetst aan onze hedendaagse leefomgeving: welke verbindingen zijn er te leggen en welke zijn nog relevant of worden daardoor als tijdloos ervaren? Is de tijd en omgeving waarin Vijd leefde nog actueel en tastbaar in onze menselijke, sociale en interculturele relaties? 
Als synthese werd voorjaar 2021 in de inkomhal van kasteel Cortewalle zijn muurinstallatie (V)ADER geplaatst, eveneens refererend naar Joos Vijd.

## Activiteiten
- Stichtend lid van Art/NaturSci Movement (Mary Patricia Warming, USA/Berlijn), 2020.
- Lid van de ArtScience Exhibit-gemeenschap, Berlijn (Humboldt University), 2018. Onderdeel van Earth Connections, een reizend internationaal kunstarchief over kunst en ecologie. Samengesteld door Mary Patricia Warming (USA/Berlijn).
- Lid van Art of Connection, internationaal & Europees kunstenaarsnetwerk.
- Samen met zijn echtgenote Anna-Maria Mestdagh en kunsthistoricus Filip Van de Velde (SMAK, Gent), is hij bestuurslid van de Private Stichting Van Biesen-Mestdagh, waarmee ook internationale kunst- en sociaal/ecologische projecten worden ondersteund (the Milena principle, Made of Walking).
- Medeoprichter en voorzitter van VZW RASA, kunsteducatie voor jongeren (1994-1999).[4]
- Lid en medeoprichter van het internationale platform the Milena Principle (2003), een internationaal onafhankelijk kunstplatform dat zich onderscheidt door onconventionele manieren van kunst en hun invloedrijke debatten.[1]

## Individuele tentoonstellingen (selectie tot 2010)
- How Long Is Now?, Nogueira da Silva museum & Biscainhos museum, Braga, 2010.
- Travelling Spaces, Espaço Cultural Pedroremy, Braga, 2010.
- Growing Silence, Goethe-Institut, Athene, 2011.
- Grunewald Variations, ECCO Espaço Cultural Contemporãneo, Brasilia, 2011.
- The Go-between, Museu Nogueira da Silva - university of Minho & Biscainhos museum, Braga, 2011.
- Wander Lust, S & H De Buck galerij, Gent, 2013.
- Water Carrier, Museu Nogueira da Silva - university of Minho, Braga, 2014.
- Sensing Silence, EMST performance National Museum of Contemporary Art, Athene, 2016.
- Urban Emptiness Network, NeMe Arts Centre, Limassol, 2017.
- Libraries As Gardens/Library Of Walks, The Art Foundation, Analogio Festival, Athene, 2018.
- Platform Projects,  the Milena principle. Independent art Fair, Athene, 2018.
- The Walking Body, Gallery of the University of Minho, Guimaraes, Portugal, 2018.[5]
- Mozaïek (Mijn naam is Vijd), CC Ter Vesten, Cortewalle, Beveren, 2020.
- Tekeningen: Galerij Ysebaert, Sint-Martens-Latem, 2022.

## Groepstentoonstellingen (selectie tot 2010)
- Uit het geheugen, Poetica Memoriae (curator Patrick Allegaert), Dr. Guislain Museum, Gent, 2010
- Coup de Ville, (WIT) Warp Intervention Team (Jan Hoet & Stef Van Bellingen), Sint-Niklaas, 2010
- Transmutações da paisagem,  Encontros da Imagem, Braga, 2010
- Out of Space, Fotofestiwal (curator: Marta Szymanska), Lodz, 2011[6]
- (no) Tour, sound project Escoitar.org - the Milena principle/WIT, S.M.A.K., Gent, 2011
- Silence, the Milena principle University & College of Arts, Athene, 2011
- Aberto Brasilia, Art festival Brasilia (curator: Wagner Barja), Brazilië, 2011
- 360º travelling spaces, Biennale do Livro e da Leitura, Brasilia, 2012
- Het paradijs - Le paradis - the paradise, 40 jaar S & H De Buck galerij, Gent, 2012
- Bookshowbookshop, (curator Johan Pas), Be-Part, Waregem, 2012
- The Anatomy of Writing, National Museum (curator Wagner Barja & Geert Vermeire), Brasilia, 2012.
- Growing Silence & Fly Ways, Kunstenfestival Watou (curator Jan Moeyaert), Watou, 2014
- Splash, Warp Contemporary art platform, (curator Stef Van Bellingen), Antwerpen, 2014
- Urban Rituals/Resounding Cities, Wall installation, Belas Artes University, Lissabon, 2015
- Platform Project-Art Athina, the Milena principle at Art Athina, Athene, 2015
- B_Tour Festival, Universiteit Leipzig, 2015
- Urban Emptiness, Exhibition Sculpture Court of the ECA, Edinburgh, 2016
- Multimation - Metamorfosis#1, Athens Animfest 2017 (curator Geert Vermeire), Athene, 2017
- Made Of Walking II, Reflective collective walks, Delphi en La Romieu, 2017
- Urban Emptiness Nicosia Festival 2017, performances & exhibition (curator Geert Vermeire), Nicosia, 2017
- Art and Science Exhibits, Humboldt-Universität & Campus Nord Branch Library, Berlijn, 2018
- S.T.E.P. Queens Museum (curated by Christina Freeman, Emireth Herrera and moira williams), New York, 2018
- Sixth International Exhibition, Serbian Academy of Sciences & Arts, Belgrado, 2018
- Equilibrium, Art Science Exhibits, (curator Mary Patricia Warming USA), Palazzo Albrizzi, Biënnale Venetië, 2019
- Walking Bodies, 5th International Meeting University Western Macedonia, Griekenland, 2019
- Precious Cargo, Precious World, (curator Mary Patricia Warming USA), Art Science Exhibits, Berlijn, 2020
- END: Empirical Nonsense Daily, Jimi Dams Envoy Enterprises, New York, 2020
- Earth Connections, Archive of the Art/NaturSci Movement & Art Science Exhibits, Berlijn, 2020
- Art Flow Zwolle (curator Annelies Ysebaert), Zwolle, 2022[7]
- A new space to Flow, Galerij Ysebaert, Sint-Martens-Latem, 2023
- Àmare, in situ tentoonstelling, (curator Annelies Ysebaert), Damme, 2023[8]
- Groupshow, Gallery Ysebaert, Sint-Martens-Latem, 2023

## Werk in de publieke ruimte
- Geist; kunstinstallatie, Dots Warp, Sint-Niklaas, 2006
- Her-Steller; sculptuur, Provincie Oost-Vlaanderen, Een Thuis Voor Een Beeld, Massemen (Wetteren), 2006[9]
- Zwermer; sculptuur, Wijkgezondheidscentrum De Sleep (Archipl Architecten), Gent, 2007
- Fantoompijnen; kunstintegratie, PVT De Ent, Torhout (Archipl Architecten), 2009
- (W)Eten; kunstintegratie Instituut Dr. Guislain (Archipl Architecten), Gent, 2009
- Grenzer; sculptuur integratie, Kieldrecht, 2010[10]
- Braintown; muurinstallatie, PCS Sint-Jan-Baptiste, Zelzate (Archipl Architecten), 2014
- Obstakel Doorgang Obstakel; installatie, Geboortepark Zwijndrecht, 2018[11]
- (V)Ader; muurinstallatie Joos Vijd, kasteel Cortewalle, 2020[3]

## Galerij

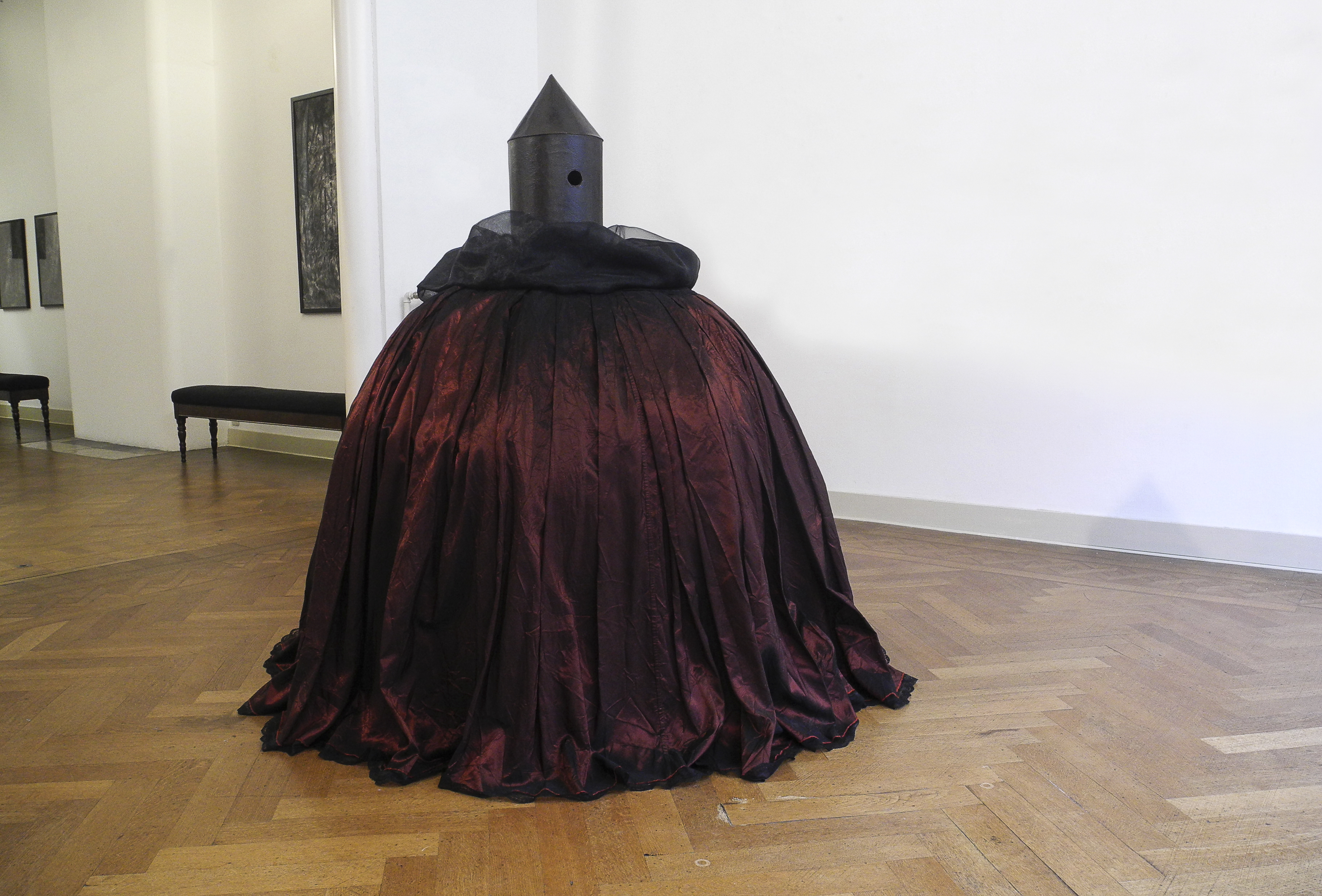
Guardainfantes 1994
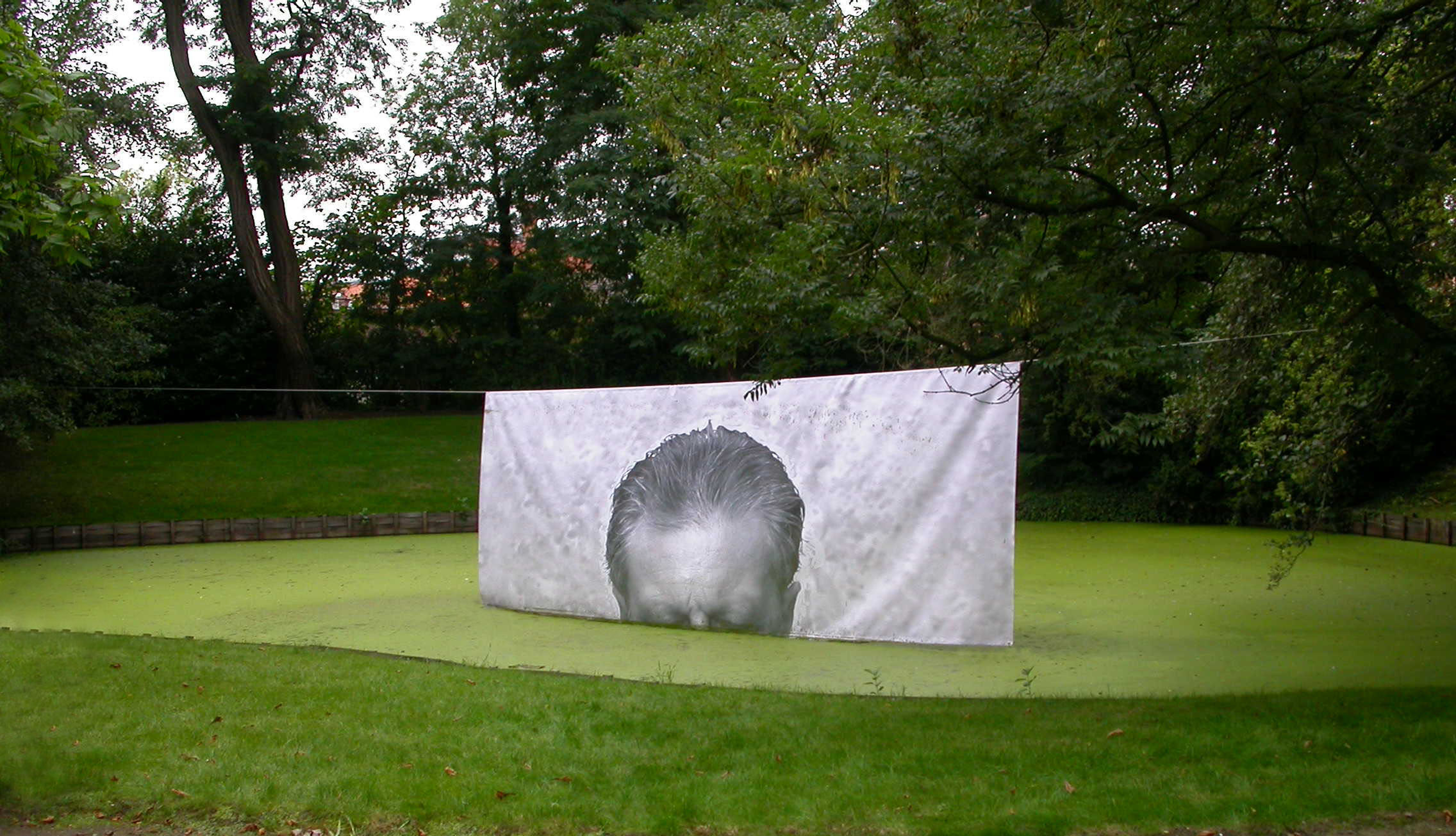
Geist installatie Dots WARP 2006
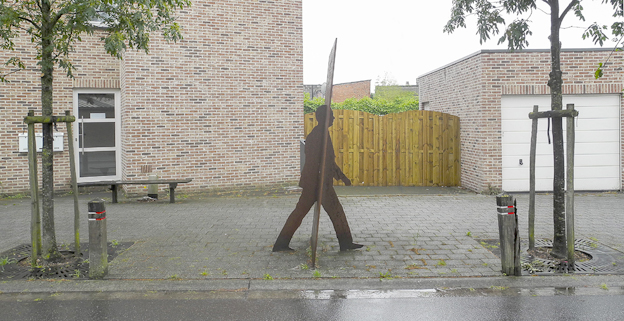
Grenzer, Kieldrecht, 2010
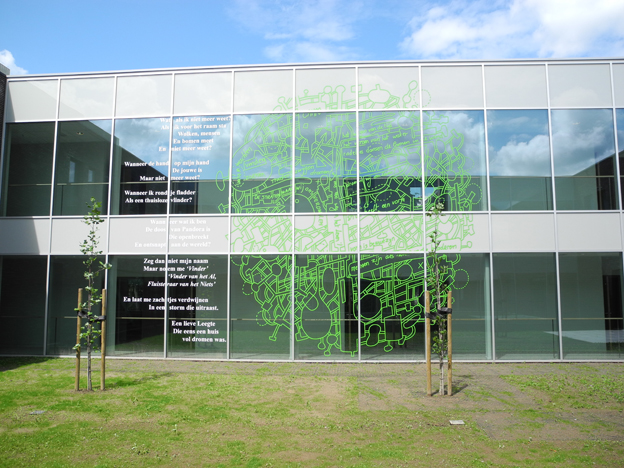
Braintown, Zelzate, 2014.
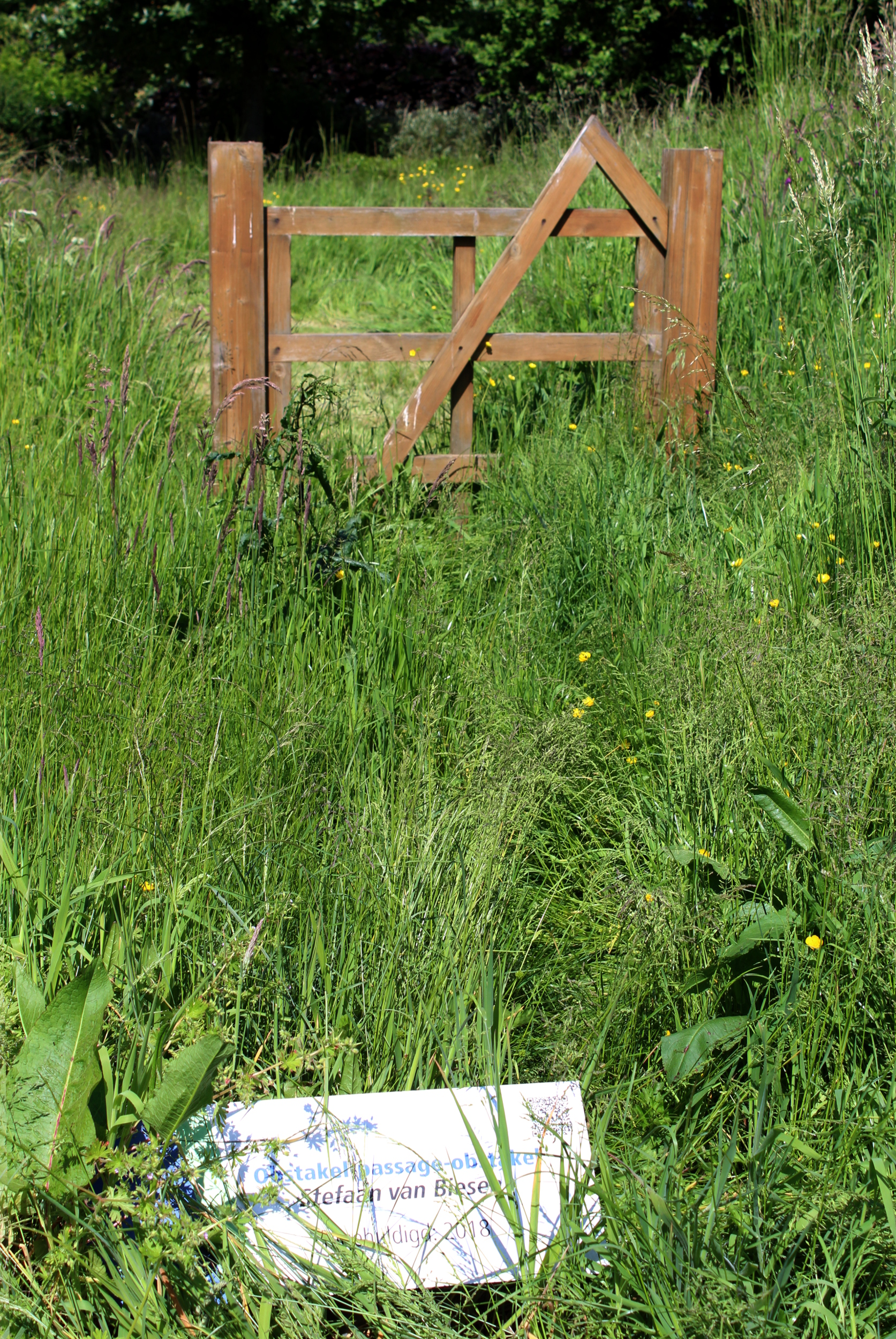
Obstakel Doorgang Obstakel; installatie, Geboortepark Zwijndrecht, 2018.
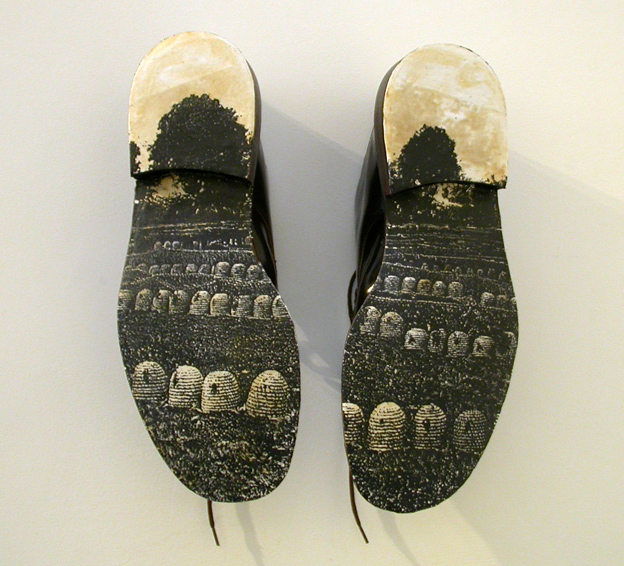
Landscape-mindscape, 2020
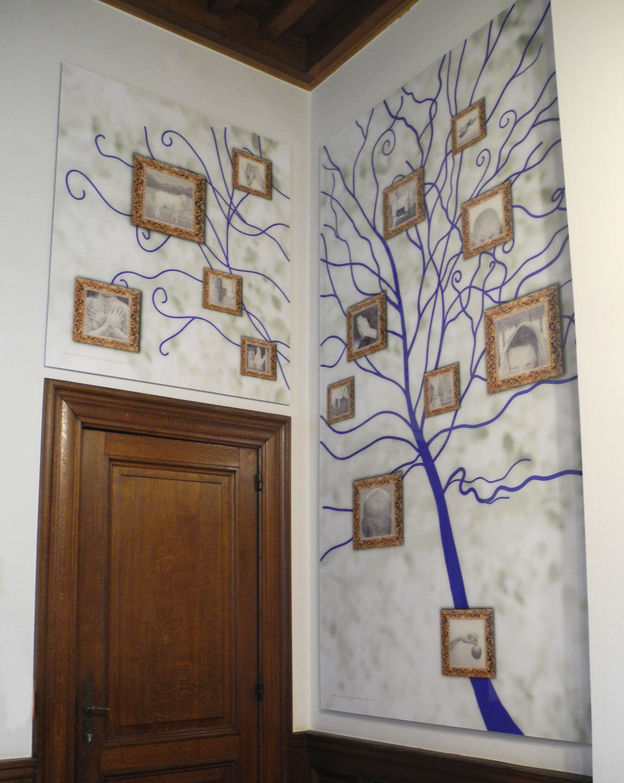
(V)Ader - muurinstallatie Joos Vijd, kasteel Cortewalle, 2020

## Kunstedities
- Brieven aan een Boom, 1996-1997.
- Campo da Venus, gelimiteerde kunsteditie, 2013.
- Mozaïek (Mijn naam is Vijd), gelimiteerde kunsteditie, 2020.
- Almanak van de zoete Melancholie, gelimiteerde editie in samenwerking met schrijver Johan De Vos, 2022.